# Jesse Anne Shugg
Jesse Anne Shugg (* 2. Mai 1992 in Burlington, Ontario) ist eine kanadisch-philippinische Fußballspielerin.

## Leben
Shugg besuchte fünf Jahre lang die Notre Dame Catholic Secondary School in Burlington, Ontario. Im Herbst 2010 verließ sie Kanada und ging für ihr Studium an die Florida Atlantic University, bevor sie nach zwei Jahren an die University of Miami umsiedelte.

## Karriere

### Vereine
Shuggg begann ihre Fußballkarriere in den Jugendteams des Burlington Youth Soccer Club, wo sie für das Sting 1992 Team spielte. Im Herbst 2007 startete sie daneben ihre Karriere bei den Notre Dame Fighting Irish an der Notre Dame Catholic Secondary School in Burlington. Nach ihrem Secondary-School-Abschluss im Frühjahr 2010 siedelte sie in die USA um und schrieb sich an der Florida Atlantic University ein. In zwei Jahren bei den FAU Owls erzielte sie in 34 Spielen, 15 Tore. Anschließend wurde sie im Herbst 2012 an die University of Miami transferiert, wo sie im Miami Hurricanes Soccer Team spielte. Nach ihrem Abschluss im Frühjahr 2013 an der University of Miami, unterschrieb sie für den Kitchener-Waterloo United FC in der W-League.

### Nationalmannschaft
Shugg spielte international für die kanadische U-20 Fußballnationalmannschaft, bevor sie zum Philippinischen Fußball Verband wechselte. Seit 2012 gehört sie zur Fußballnationalmannschaft der Philippinen, dem Heimatland ihrer Eltern. Am 23. April 2013 wurde sie erstmals in die Philippinische Fußballnationalmannschaft der Frauen berufen. Sie spielte ihr Debüt am 22. Mai 2013 gegen die Iranische Fußballnationalmannschaft der Frauen und erzielte in ihrem Debüt einen Doppelpack. In ihrem zweiten Länderspiel erzielte sie ihr drittes Länderspieltor, bei einem 4:0 über Bangladesch.